# Marketplace
I marketplace sono in generale il luogo reale o metaforico in cui avvengono degli scambi commerciali paragonabili a dei veri e propri supermercati online. Nella lingua italiana i marketplace servono tuttavia a indicare i siti internet di intermediazione per la compravendita di un bene o un servizio; in altre parole il marketplace, che in lingua inglese significa "luogo di mercato", è un mercato online in cui sono raggruppate le merci di diversi venditori o diversi siti web. L'esempio più noto di marketplace, anche se anomalo, per il suo tipo di vendita è eBay che oltre al normale sistema di vendita offre anche la modalità asta.
Il marketplace si differenzia dal negozio online perché al suo interno sono presenti normalmente più venditori. È, per certi versi, la stessa differenza riscontrabile tra un negozio di prossimità e un centro commerciale.
Il marketplace oltre a fornire una gamma più elevata di prodotti rispetto a un e-commerce singolo, offre all'utente finale maggiori garanzie durante la finalizzazione dell'acquisto e la successiva ricezione del prodotto acquistato. Infatti, la più gran parte dei marketplace esistenti, trattiene l'importo dell'ordine fino alla consegna dello stesso, salvo poi trasferire l'importo dovuto al venditore, decurtato della commissione di vendita. In questo modo l'utente finale, se non dovesse ricevere il prodotto o dovesse ricevere un pacco non conforme a quanto acquistato, potrebbe contattare direttamente il venditore, se ne conosce i recapiti oppure richiedere una mediazione al marketplace.

## Tipologia del marketplace
In base al tipo di prodotto i marketplace si distinguono in:
- verticali: offrono un solo prodotto, specializzandosi anche nei prodotti di nicchia di questo settore;
- orizzontali: offrono prodotti e servizi di diverso tipo.

In base agli operatori che partecipano:
- Consumer to consumer (C2C), è un modello di marketplace in cui utenti privati interagiscono direttamente tra loro per effettuare transazioni commerciali, solitamente attraverso una piattaforma digitale che facilita l’incontro tra domanda e offerta. In questo contesto, i marketplace C2C fungono da intermediari, fornendo strumenti e funzionalità per la pubblicazione degli annunci, la comunicazione tra le parti e, in alcuni casi, il supporto ai pagamenti. Tuttavia, una caratteristica distintiva di questo modello è la mancanza di garanzie e tutele formali da parte della piattaforma nei confronti degli utenti. Gli acquirenti e i venditori devono spesso fare affidamento su sistemi di feedback e recensioni per valutare l'affidabilità delle controparti. Questa dinamica rende il sistema altamente dipendente dalla reputazione degli utenti, influenzando sia la fiducia nelle transazioni sia la percezione di sicurezza dell'intero ecosistema C2C.

- Business to consumer (B2C), è un modello di marketplace in cui una o più aziende offrono i loro cataloghi di prodotti direttamente a una vasta comunità di acquirenti. Questo tipo di marketplace è spesso paragonato ai grandi centri commerciali (mall) digitali, in quanto ospita un'ampia gamma di venditori e prodotti in un'unica piattaforma. A differenza dei modelli peer-to-peer (C2C) o business-to-business (B2B), i marketplace B2C offrono agli utenti garanzie superiori grazie a sistemi di pagamento sicuri, protezione degli acquirenti, politiche di rimborso e certificazioni di qualità. Inoltre, questi marketplace spesso impiegano sofisticati sistemi di verifica e monitoraggio per garantire l'autenticità dei prodotti e la conformità dei venditori agli standard di servizio, creando così un ambiente d'acquisto affidabile e regolamentato.

- Business to business (B2B): questo tipo di marketplace ha lo scopo di mettere in contatto aziende manifatturiere o industriali con aziende commerciali. La merce trattata è in genere per grandi stock, soprattutto container. È il canale alternativo principale per le transazioni commerciali internazionali. Anche qui, gli utenti sono tutelati dai gestori dei portali, che filtrano i pagamenti e garantiscono la consegna del prodotto.I marketplace B2B (Business-to-Business) sono spesso utilizzati da intermediari e infobroker, figure specializzate che facilitano le transazioni tra acquirenti e venditori all'interno del mercato. Gli intermediari agiscono come mediatori che offrono servizi di connessione e negoziazione, assistendo entrambe le parti nella conclusione degli accordi commerciali e garantendo la conformità con le normative di settore. Gli infobroker, invece, raccolgono e analizzano informazioni di mercato, fornendo dati e approfondimenti preziosi per aiutare i compratori e i venditori a prendere decisioni informate. In cambio dei loro servizi, questi soggetti ricevono un compenso, che può essere rappresentato da commissioni di intermediazione, percentuali sulle vendite concluse o tariffe fisse per l'accesso ai dati di mercato. Il loro ruolo è fondamentale per l'efficienza del marketplace, in quanto contribuiscono a ridurre asimmetrie informative e a migliorare l'allocazione delle risorse.

I marketplace possono essere ulteriormente classificati in base al modello di business adottato. Alcuni marketplace operano su un modello di abbonamento, in cui i venditori pagano una tariffa mensile o annuale per avere accesso alla piattaforma e ai suoi servizi. Questo approccio garantisce ai venditori l'accesso a funzionalità premium, come la visibilità dei prodotti, strumenti di analisi delle vendite e supporto tecnico dedicato. 
Altri marketplace, invece, adottano un modello basato sulle commissioni, prelevando una percentuale su ogni transazione completata. In questo caso, i venditori possono registrarsi gratuitamente e pagano solo quando avviene una vendita. 
Esistono anche modelli ibridi che combinano abbonamenti e commissioni, offrendo maggiore flessibilità a seconda delle esigenze dei venditori.

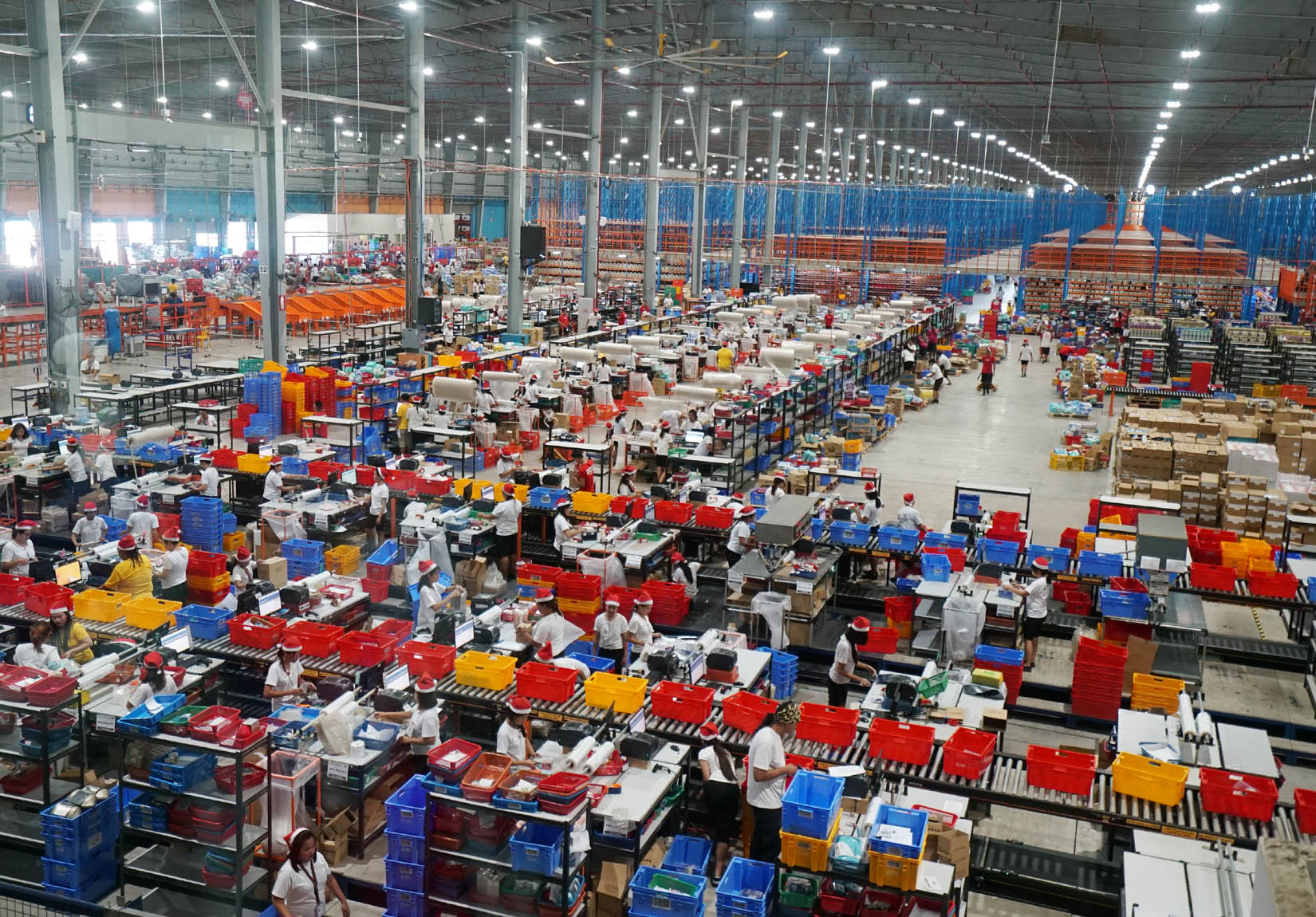
Un magazzino Lazada a Cabuyao, Filippine nel 2018. Terze parti possono spedire l'inventario ai clienti dai magazzini di Lazada e vendere i loro prodotti tramite il mercato online.

I marketplace si distinguono anche in funzione della visibilità data al venditore. Alcuni marketplace, come ad esempio Amazon.com non indicano il venditore in home page mentre altri come ebay e CommercioVirtuoso.it lasciano in chiare le informazioni su chi vende. Da una parte la visibilità del venditore può portare a una vendita diretta extra-marketplece che rappresenta un mancato guadagno per quest'ultimo ma la maggiore trasparenza è spesso una garanzia implicita molto apprezzata dal consumatore finale. La reputazione del venditore può influenzare la fiducia del consumatore: un marketplace che offre informazioni dettagliate sui venditori, compresi feedback e recensioni, può favorire la scelta di prodotti di qualità e servizi affidabili, contribuendo a un'esperienza d'acquisto più trasparente.

## Pro e contro
I marketplace hanno vantaggi e svantaggi. Il crescente utilizzo dei marketplace ha portato a vari studi e articoli che analizzano i vantaggi e gli svantaggi di questi modelli di vendita. 
PRO
- Se il marketplace ha già una buona fama e un buon posizionamento nei motori di ricerca, non bisogna partire da zero con SEO marketing, social media marketing e servizi come Google Ads e Google Adsense.
- Non è necessario configurare un sito web da zero, poiché il marketplace fornisce già tutte le funzionalità per iniziare a vendere.
- Alcuni marketplace offrono campagne pubblicitarie interne che aiutano a promuovere i prodotti all'interno della piattaforma, aumentando la visibilità.
- Immediatamente riconoscibile dagli acquirenti
- Inizia a vendere non appena si caricano i primi prodotti
- Più ampio raggio geografico di vendita, potenzialmente tutto il mondo
- Più economico di un negozio fisico che richiede acquisto o affitto del locale, bollette, manutenzione
- Non c'è bisogno di preoccuparsi dell'Information Technology, della sicurezza e dell'infrastruttura poiché è già costruita, monitorata e aggiornata dal marketplace
- Alcuni marketplace gestiscono l'inventario
- Consegna, magazzinaggio, logistica e restituzione non sono gestite dal venditore ma dalla piattaforma
- Assistenza clienti spesso 7 giorni su 7 e 24 ore su 24
- Facile spedizione del prodotto e gestione della consegna
- Verifica dell'accettabilità del prodotto tra le recensioni degli acquirenti
- Affidabilità agli occhi dei clienti. Registrazione fiscale dettagliata come IVA, tassa di servizio o GST sono obbligatorie. Qualsiasi sito di Marketplace richiede questi documenti legali per diventare un venditore sul proprio sito web. I marketplace hanno un'immagine di marca da mantenere. Pertanto, non accetteranno venditori che non rispettano i termini di consegna, scrivono false descrizioni dei prodotti o forniscono un cattivo servizio clienti

CONTRO
- Si perde l'opportunità di cross selling e upselling dei prodotti in diverse fasi
- Non si può eseguire l'ottimizzazione per i motori di ricerca (SEO) per il marchio o prodotto sui siti del marketplace. Non si ha alcun controllo diretto sulle pagine in cui vengono mostrati i prodotti.
- Essendo uno tra tanti venditori sul marketplace, è difficile distinguersi e costruire un'immagine di marca unica.
- Se il marketplace cambia le sue politiche (ad esempio le commissioni o le regole di restituzione), ciò può influenzare negativamente il modello di business del venditore.
- Non si può decidere il design delle pagine
- I marketplace non forniscono molti dettagli sui clienti. Inoltre, non si possono contattare direttamente i clienti o potenziali clienti in alcun marketplace.
- Parte dei ricavi vanno versati al marketplace
- Alcuni marketplace hanno regole rigide sui tipi di prodotti accettati. Se ci si occupa di diversi tipi di prodotti potrebbe essere necessario vendere su più marketplace anziché su uno solo
- In alcuni casi non si ha alcun controllo sul prezzo e sul profitto perché sono sempre competitivi
- Non si può decidere la politica di rimborso, che spetta solo al marketplace
- La concorrenza può essere alta e non si possono creare distinzioni (ad esempio graficamente) con i concorrenti all'interno del marketplace. Le pagine dei concorrenti appaiono uguali alla propria e non c'è modo di far risaltare il proprio prodotto se non acquistando servizi aggiuntivi di "highlighting" che evidenziano il proprio prodotto ad esempio in homepage con uno sfondo diverso per un periodo di tempo limitato